# Centronia laurifolia
Centronia laurifolia  es una especie biológica de planta con flor en la familia de las  Melastomataceae. 
Es endémica de Colombia, de Ecuador y del Perú.  

## Taxonomía
Centronia laurifolia fue descrita por David Don y publicado en Memoirs of the Wernerian Natural History Society 4(2): 314. 1823.